# Francis Urquhart

Francis Urquhart em frente a 10 Downing Street.

Francis Ewan Urquhart é um personagem fictício criado por Michael Dobbs. Urquhart é o personagem principal da trilogia de House of Cards criada por Dobbs: House of Cards (1990), To Play the King (1993) e The Final Cut (1995). Foi interpretado nas adaptações da BBC por Ian Richardson, cuja performance rendeu-lhe o prêmio BAFTA.
House of Cards segue os passos de Urquhart, um membro da Câmara dos Comuns pelo Partido Conservador e chief whip do governo, em sua trajetória até se tornar primeiro-ministro que inclui manobras como chantagem, manipulação e assassinatos. Em To Play the King, o primeiro-ministro Urquhart entra em choque com o recém-coroado rei do Reino Unido devido a discordâncias sobre temas relacionados a justiça social. Na continuação The Final Cut, Urquhart está no poder há onze anos e se recusa a renunciar ao seu cargo até ultrapassar o recorde estabelecido por Margaret Thatcher como primeiro-ministro mais longevo do pós-guerra.
Criado para ser baseado em Richard III e Macbeth, tendo sido descrito como o "epítome do mal elegante", Urquhart é caracterizado por sua habitual quebra da quarta parede, suas citações de Shakespeare, e o uso de seu bordão "Você pode muito bem pensar isso - eu possivelmente não poderia comentar", usado como uma maneira de negação plausível para concordar com pessoas ou informações vazadas.